# فريدي غونزاليس
فريدي غونزاليس (بالإسبانية: Freddy González)‏ هو دراج كولومبي، ولد في 18 يونيو 1975 في Líbano, Tolima ‏ في كولومبيا.

## وصلات خارجية
- فريدي غونزاليس على موقع الاتحاد الدولي للدراجات (الإنجليزية)
- فريدي غونزاليس على موقع أرشيف الدراجات (الإنجليزية)
- فريدي غونزاليس على موقع إحصائيات الدراجات الإحترافية (الإنجليزية)
- فريدي غونزاليس على موقع نسبة الدراجات (الإنجليزية)
- فريدي غونزاليس على موقع CycleBase (الإنجليزية)
- فريدي غونزاليس على موقع أوليمبيديا (الإنجليزية)